# Teorema di Laplace
In matematica, in particolare in algebra lineare, il teorema di Laplace o sviluppo di Laplace, il cui nome è dovuto a Pierre Simon Laplace, è una formula che permette di calcolare il determinante di una matrice (quadrata) con un procedimento ricorsivo. Lo sviluppo può essere eseguito per righe oppure per colonne.

## Enunciati
Si supponga di avere una matrice quadrata {\displaystyle M} di ordine {\displaystyle n} e di elementi {\displaystyle m_{ij}} in un campo fissato. Si definiscono:
- La matrice {\displaystyle M_{ij}}, la sottomatrice (di dimensione {\displaystyle n-1}) che si ottiene da {\displaystyle M} cancellando la {\displaystyle i}-esima riga e la {\displaystyle j}-esima colonna.
- Il valore {\displaystyle \det(M_{ij})}, detto minore complementare dell'elemento {\displaystyle (i,j)}.
- Il valore {\displaystyle (-1)^{i+j}\det(M_{ij})}, detto cofattore o complemento algebrico dell'elemento {\displaystyle (i,j)}.

Il primo teorema di Laplace afferma che il determinante di una matrice quadrata {\displaystyle M} di ordine {\displaystyle n} è pari alla somma dei prodotti degli elementi di una riga qualsiasi (o una colonna qualsiasi) per i rispettivi complementi algebrici. In formule:
{\displaystyle \det M=\sum _{j=1}^{n}(-1)^{i+j}m_{ij}\det M_{ij}}
indicando con {\displaystyle i} la riga, con {\displaystyle j} la colonna e considerando {\displaystyle i,j=1,\ldots ,n}.
Il secondo teorema di Laplace afferma che è sempre nulla la somma dei prodotti degli elementi di una riga (o colonna) per i complementi algebrici di un'altra riga (o colonna) della matrice stessa. In formule:
{\displaystyle 0=\sum _{j=1}^{n}(-1)^{i+j}m_{kj}\det M_{ij}\ \ \ {\text{con}}\ \ \ i\neq k}
(se {\displaystyle i=k} è il primo teorema e il risultato è diverso da zero).
Con lo sviluppo di Laplace si può verificare, per esempio, che il determinante di una matrice diagonale è il prodotto dei valori sulla diagonale, che il determinante di una matrice triangolare è ancora il prodotto dei valori sulla diagonale o che gli autovalori di una matrice triangolare sono gli elementi sulla diagonale.

## Dimostrazione
Per provare che il determinante della matrice ottenuto operando con le righe e quello ottenuto operando con le colonne sono la stessa cosa basta ricordarsi {\displaystyle {\textrm {det}}\,A=\det(A^{T})}. Fissato arbitrariamente {\displaystyle h} appartenente {\displaystyle N_{n}}, la matrice ottenuta da {\displaystyle A} sostituendo alla sua {\displaystyle h}-esima riga la {\displaystyle n}-pla:
{\displaystyle (0,0,\ldots ,0,1,0,\ldots ,0)}
dove l'elemento {\displaystyle 1} compare nella {\displaystyle j}-esima posizione. Da:
{\displaystyle (a_{h1},a_{h2},\dots ,a_{hn})=a_{h1}(1,0,\dots ,0)+a_{h2}(0,1,0\dots ,0)+\dots +a_{hn}(0,\dots ,0,1)}
applicando iterativamente le proprietà 4' e 4" del determinante alla {\displaystyle h}-esima riga di {\displaystyle A}, si ottiene:
{\displaystyle \det A=\sum _{j=1}^{n}a_{hj}\det B_{j}}
Dopo di che, non resta che provare che al variare di {\displaystyle j} in {\displaystyle N_{n}\det B_{j}=A_{j}^{h}}
A tale scopo sia {\displaystyle B_{j}'} la matrice ottenuta da {\displaystyle B_{j}} scambiando consecutivamente ogni riga, dalla riga {\displaystyle h} alla riga {\displaystyle h-1}, con la sua successiva fino ad ottenere una matrice {\displaystyle B'_{j}} con un {\displaystyle 1} nel posto individuato dalla {\displaystyle h}-esima riga e dalla {\displaystyle j}-esima colonna, tutti gli altri elementi di tale riga siano {\displaystyle 0} e tutti gli altri elementi della {\displaystyle j}-esima colonna siano quelli di {\displaystyle A}. in questo modo si è isolato il minore {\displaystyle M_{j}'}.
Essendo tale minore il minore {\displaystyle M_{j}^{h}} complementare di {\displaystyle a_{j}^{h}} in {\displaystyle A}. Si osservi ora che se {\displaystyle P_{n}'} indica il sottogruppo di {\displaystyle P_{n}} costituito dalla permutazione {\displaystyle p} appartenente a {\displaystyle P_{n}} tale che {\displaystyle p(n)=n}, l'applicazione che associa ad ogni {\displaystyle p} appartenente a {\displaystyle P_{n}'} la sua restrizione a {\displaystyle N_{n-1}} definisce una biiezione tra {\displaystyle P_{n}'} e {\displaystyle P_{n-1}} in cui corrispondenti permutazioni hanno lo stesso segno. Pertanto, posto {\displaystyle B_{j}'=(a_{s}^{r})}, poiché {\displaystyle a_{n}^{n}=1} e, per ogni s appartenente a {\displaystyle N_{n-1}}, {\displaystyle a_{s}^{n}=0} si ottiene:
{\displaystyle \det B_{j}'=\sum _{pP_{n}}\operatorname {sgn} pa_{p(1)}^{1}\cdot \ldots \cdot a_{p(n-1)}^{(n-1)}\cdot a_{p(n)}^{n}=}
{\displaystyle \sum _{pP_{n}'}\operatorname {sgn} pa_{p(1)}^{1}\cdot \ldots \cdot a_{p(n-1)}^{(n-1)}\cdot 1=}
{\displaystyle \sum _{pP_{n-1}}\operatorname {sgn} pa_{p(1)}^{1}\cdot \ldots \cdot a_{p(n-1)}^{(n-1)}=\det M_{j}'=\det M_{h}^{j}}
Poiché {\displaystyle B_{j}'} è ottenuta da {\displaystyle B_{j}} con {\displaystyle n-h} scambi di riga ed {\displaystyle n-j} scambi di colonna, dalla proprietà 2 del determinante si ha:
{\displaystyle \det B_{j}=(-1)^{n-h}*(-1)^{(n-j)}\cdot \det B_{j}'=(-1)^{2n-(h+j)}\cdot \det B_{j}'=(-1)^{(h+j)}\cdot \det M_{j}^{h}=A{j}^{h}}
Come volevasi dimostrare.

## Esempio di calcolo
Si voglia calcolare il determinante della seguente matrice quadrata del terzo ordine:
{\displaystyle A={\begin{pmatrix}1&2&3\\-2&-1&-3\\0&-4&1\end{pmatrix}}}
- Si inizia scegliendo arbitrariamente una riga o una colonna della matrice rispetto alla quale sviluppare la formula. Ammettiamo di aver scelto la prima riga: {\displaystyle (1,2,3)};
- Si moltiplica ogni numero della riga scelta per il rispettivo complemento algebrico. Quindi:
  - {\displaystyle 1\cdot (-1)^{1+1}\det {\begin{pmatrix}-1&-3\\-4&1\end{pmatrix}}=1\cdot [-1\cdot 1-(-3)\cdot (-4)]=-1-12=-13}
  - {\displaystyle 2\cdot (-1)^{1+2}\det {\begin{pmatrix}-2&-3\\0&1\end{pmatrix}}=-2\cdot [-2\cdot 1-(-3)\cdot 0]=4}
  - {\displaystyle 3\cdot (-1)^{1+3}\det {\begin{pmatrix}-2&-1\\0&-4\end{pmatrix}}=3\cdot [-2\cdot (-4)-(-1)\cdot 0]=24}
- Il determinante della matrice iniziale è dato dalla somma dei precedenti prodotti e vale: {\displaystyle \det A=-13+4+24=15}.
- Il risultato ottenuto è indipendente dalla riga o colonna inizialmente scelta. Utilizzando ad esempio l'ultima riga della matrice, che contenendo uno zero aiuta a semplificare ulteriormente i calcoli, si ottiene infatti:

{\displaystyle \det A=4{\begin{vmatrix}1&3\\-2&-3\end{vmatrix}}+{\begin{vmatrix}1&2\\-2&-1\end{vmatrix}}=4\cdot (-3+6)+(-1+4)=15}